# Monedes commemoratives de 2 euros emeses el 2006
El 2006, Alemanya comença a emetre monedes de 2 euros commemoratives dels Bundesländer. Aquesta sèrie preveu l'emissió anual d'una moneda dedicada a cadascun dels estats federals alemanys. Aquesta idea la farà servir també Espanya a partir del 2010 per als llocs declarats Patrimoni de la Humanitat per la UNESCO.
| Imatge | Estat             | Disseny                                                                           | Volum                  | Data                   |
| --- | ----------------- | --------------------------------------------------------------------------------- | ---------------------- | ---------------------- |
| |                   |                                                                                   |                        |                        |
| | Luxemburg         | 25è. aniversari de Guillem, gran duc hereu de Luxemburg                           | 1,1 milions de monedes | 1 de febrer del 2006   |
| Descripció: La moneda mostra l'efígie del gran duc Enric al costat esquerre de la part interior, sobreposat damunt l'efígie del gran duc hereu Guillem al costat dret; ambdós mirant a la sinistra. L'any d'emissió es mostra sota les efígies, amb la marca de la seca ("S"), mentre que al damunt hi ha la inscripció LËTZEBUERG. Les dotze estrelles de la Unió Europea envolten el disseny sobre la corona exterior de la moneda. |                   |                                                                                   |                        |                        |
| |                   |                                                                                   |                        |                        |
| | Alemanya          | La Holstentor de Lübeck (Slesvig-Holstein]) Primera de la sèrie dels Bundesländer | 30 milions de monedes  | 3 de febrer del 2006   |
| Descripció: La moneda mostra l'Holstenor de Lübeck al centre, amb la inscripció SCHLESWIG-HOLSTEIN sota la porta, centrada. La marca de la seca es troba a la destra, mentre que les inicials de l'encunyador ("HH") es troben a la sinistra. La inscripció BUNDESREPUBLIK DEUTSCHLAND està escrita en un semicercle a la part inferior de la corona exterior, i l'any d'emissió és a la part superior; les dotze estrelles de la Unió Europea són col·locades entre l'any d'emissió i la inscripció, en dos grups de sis estrelles cadascun. .                                                                                     |                   |                                                                                   |                        |                        |
| | Itàlia            | Jocs Olímpics d'hivern de Torí 2006                                               | 40 milions de monedes  | 10 de febrer del 2006  |
| Descripció: La moneda mostra un esquiador i l'atracció turística de Torí, la "Mole Antonelliana", amb un bon nombre d'inscripcions: sobre el cap de l'esquiador GIOCHI INVERNALI ("Jocs d'hivern"); sota la torre, el nom de la ciutat, TORINO; a la sinistra de l'esquiador les inicials de l'encunyador ("MCC") i, escrit vertical, l'any d'emissió; i, finalment, a la sinistra de la torre, el monograma de la República Italiana ("RI") i la marca de la seca ("R"). Les dotze estrelles de la Unió Europea envolten el disseny sobre la corona exterior de la moneda.                                                         |                   |                                                                                   |                        |                        |
| |                   |                                                                                   |                        |                        |
| | Bèlgica           | Renovació de l'Atòmium de Brussel·les                                             | 5 milions de monedes   | 10 d'abril del 2006    |
| Descripció: La moneda mostra l'Atòmium sobre la part central, amb les marques de la seca a banda i banda de la part inferior. Les inicials de l'encunyador ("LL") són a la sinistra. La lletra "B" de Bèlgica és escrita dalt de tot, a la corona exterior i, a la part de sota, hi ha l'any d'emissió; les dotze estrelles de la Unió Europea són col·locades entre l'any d'emissió i la inscripció de dalt de tot en dos grups de sis estrelles cadascun. |                   |                                                                                   |                        |                        |
| |                   |                                                                                   |                        |                        |
| | Finlàndia         | 1r. centenari de la introducció del sufragi universal                             | 2,5 milions de monedes | 4 d'octubre del 2006   |
| Descripció: La moneda mostra dos rostres estilitzats a la part central, un d'home i un de dona, separats per una fina línia corba. A la destra de cada una de les cares apareix una M majúscula, una de les quals és la marca de la seca i l'altra la inicial de l'artista. A la destra apareix la data de la introducció del sufragi universal a Finlàndia (1. 10. 1906), mentre que a la sinistra hi ha l'any d'emissió amb les inicials del nom de l'estat al mig (20 FI 06). A la corona exterior de la moneda apareixen les dotze estrelles de la Unió Europea envoltant el disseny central.                                   |                   |                                                                                   |                        |                        |
| |                   |                                                                                   |                        |                        |
| | San Marino        | 5è. centenari de la mort de Cristòfor Colom                                       | 120.000 monedes        | 17 d'octubre del 2006  |
| Descripció: La part central del disseny de la moneda l'ocupa un retrat de Cristòfor Colom mirant cap a la sinistra, amb les tres caravel·les (la Pinta, la Niña i la Santa María) amb què va travessar per primera vegada l'Atlàntic el 1492, situades al fons. Dalt de tot del cercle interior hi ha la inscripció SAN MARINO amb la rosa dels vents a sota; al centre es troba la marca de la seca (R) i, a sota de tot, un cartutx heràldic amb la inscripció 1506 — 2006 i les inicials del dissenyador (LDS). A la corona exterior de la moneda apareixen les dotze estrelles de la Unió Europea envoltant el disseny central. |                   |                                                                                   |                        |                        |
| |                   |                                                                                   |                        |                        |
| | Ciutat del Vaticà | 5è. centenari de la Guàrdia suïssa                                                | 100.000 monedes        | 9 de novembre del 2006 |
| Descripció: La part central del disseny de la moneda presenta un membre de la Guàrdia suïssa mirant cap a la sinistra i fent el jurament de la bandera. Al cercle interior hi ha la inscripció GUARDIA SVIZZERA / PONTIFICIA envoltant el guàrdia i, a la part de sota, el nom de l'estat: CITTÀ DEL VATICANO. El guàrdia és voltat per quatre inscripcions més: la data de 1506 i la signatura del dissenyador (O. ROSSI) a la destra i l'any d'emissió (2006) i la marca de la seca (R) a la sinistra. A la corona exterior de la moneda apareixen les dotze estrelles de la Unió Europea envoltant el disseny central.           |                   |                                                                                   |                        |                        |

## Nota
1. ↑  En heràldica les direccions es descriuen en referència al portador de l'escut d'armes i no pas en referència a l'observador. Per això, a les descripcions d'aquestes monedes la destra es correspon amb l'esquerra de l'observador, mentre que la sinistra es correspon amb la dreta.